# 大話神探
《大話神探》是1988年上映的一部香港電影，由黎應就執导及監製，馮淬帆、陳百祥、錢小豪、葉童主演。故事講述警察追捕大盜“一棚牙”的經過。

## 劇情
督察吳超仁（馮淬帆 飾）接到上司命令，追捕大盜“一棚牙”，情報發現“一棚牙”的真正身份為現職模特兒的戴李察（陳百祥 飾）。吳超仁開始追踪戴李察，為證實其為大盜“一棚牙”，與下屬“衝鋒車”（葉童 飾）施詭計對其百般愚弄，希望其露出破綻。吳超仁及下屬向戴李察展示了一顆價值連城的寶石“暴風女神”吸引其注意，並虛言寶石有把人定型的神奇能力。戴李察初不以為然，但最終敵不過吳超仁的挑釁及自己的自大個性，為表現自己神乎其技的偷竊能力而上當，最終與其姪兒戴志偉（錢小豪 飾）一同被捕。

## 角色
| 演員   | 角色                                 |
| 馮淬帆 | 吳超仁                               |
| 陳百祥 | 戴李察 綽號大盜“一棚牙”              |
| 錢小豪 | 戴志偉                               |
| 葉童   | 綽號“衝鋒車” 吳超仁下屬              |
| 梁韻蕊 | 阿蕊 吳超仁之妻 大盜“一棚牙”之前助手 |
| 胡楓   | 吳超仁上司                           |
| 許冠英 | 阿英                                 |
| 曹查理 | 旺角區議員                           |
| 鄭君綿 |                                      |
| 日本仔 |                                      |
| 王坤   |                                      |
| 成奎安 | man 哥                               |
| 太保   | 警察                                 |